# فانيس كريستودولو
فانيس كريستودولو (باليونانية: Φάνης Χριστοδούλου)‏ مواليد 22 مايو 1965 في أثينا، هو لاعب كرة سلة يوناني معتزل. بدأ مسيرته الاحترافية في سنة 1983. تم اختياره من قبل فريق أتلانتا هوكس خلال الدرافت. يبلغ طوله 6 قدم 8 بوصة (2.0 م). مثّل منتخب بلاده. شارك في دورة الألعاب الأولمبية الصيفية سنة 1996. حقق المركز الأول في بطولة أمم أوروبا لكرة السلة 1987. اعتزل اللعب في 1998. لعب مع نادي بانيونيس لكرة السلة ونادي باناثينايكوس لكرة السلة.

## الإنجازات

### مع المنتخب
- بطولة أمم أوروبا لكرة السلة 1987:  ذهبية
- بطولة أمم أوروبا لكرة السلة 1989:  فضية

### مع النادي
- الدوري اليوناني لكرة السلة: 1 (مع نادي باناثينايكوس لكرة السلة: 1997–98)
- كأس اليونان لكرة السلة: 1 (مع نادي بانيونيس لكرة السلة: 1990–91)

### إنجازات فردية
- رشح لقاعة مشاهير الاتحاد الدولي لكرة السلة

## روابط خارجية
- فانيس كريستودولو على موقع سبورتس رفرنس (الإنجليزية)
- فانيس كريستودولو على موقع كرة السلة الأوروبية.كوم (الإنجليزية)
- فانيس كريستودولو على موقع DraftExpress.com (الإنجليزية)
- فانيس كريستودولو على موقع ريلجم (الإنجليزية)
- فانيس كريستودولو على موقع بروبوليرز (الإنجليزية)
- فانيس كريستودولو على موقع سبورتس رفرنس (الإنجليزية)
- فانيس كريستودولو على موقع أوليمبيديا (الإنجليزية)